# Svobodná škola politických nauk
Svobodná škola politických nauk (SŠPN) byla specializovaná škola, na níž se vyučovala žurnalistika, sociologie a politologie a která působila v Československu v letech 1928–1939. Nešlo ale o klasickou vysokou školu a po roce 1945 ji nahradila Vysoká škola politická a sociální (VŠPS).

## Historie
Na počátku snah o založení specializovaného ústavu pro vzdělávání novinářů stál už od vzniku Československé republiky profesor Josef Gruber, kvůli rozdílným názorům na charakter zamýšlené školy s filozofickou fakultou a administrativním průtahům i nedostatku politické vůle byl však projekt odsouván. Škola byla nakonec zřízena výnosem ministerstva školství z 25. dubna 1928, definitivní statut navíc získala až od roku 1937. Sídlila v Praze postupně na několika adresách, až nakonec zakotvila v pronajatých prostorách Karolina. Pravidelně se na ní každoročně zapisovalo okolo 200 studentů, stálých profesorů měla šest a na její činnost dohlíželo kuratorium složené ze zástupců vysokých škol, novinářské obce a ministerstva školství. Ředitelem ústavu byl nejdříve děkan Vysoké školy obchodní Viktor Dvorský (1928–1930), poté Václav Joachim (1930–1937) a nakonec Václav Verunáč (1937–1939). Po okupaci působila i nadále, ale po demonstracích studentů byla 17. listopadu 1939 spolu s českými vysokými školami uzavřena. Tím také už nedošlo k její připravované přeměně na čtyřletou vysokou školu.
Výuka byla nicméně organizována po vzoru francouzské École libre des sciences politiques a britské School of Economics and Political Science. Podmínkou pro zápis byla maturita, ledaže zájemce o studium doložil dostatečnou dosavadní praxi, výuka trvala dva roky rozdělených na šest trimestrů a po jejím ukončení mohl absolvent ještě složit nepovinnou diplomovou zkoušku, která jej opravňovala užívat označení „diplomovaný absolvent SŠPN“ (ve zkratce Dipl. sc. pol., nešlo ale o akademický titul). Škola se dělila se na dvě oddělení, obecné a politické, a nejvíce pozornosti se věnovalo novinářství, sociologii, politickým vědám, státovědě a hospodářským naukám. Studium probíhalo v češtině, někdy i kvůli většímu počtu zahraničních studentů zejména v němčině, a bylo zpoplatněno, protože na provoz školy nestačily neustále zkracované dotace od ministerstva školství. Ústav vydával vlastní Časopis Svobodné školy politických nauk v Praze, který připravovali v rámci své praxe studenti a který se po roce 1935 spojil s periodikem Syndikátu československých novinářů a dále vycházel pod názvem Tisk a politika. V časopisu byly publikovány kratší stati pedagogů i studentů vydavatelské instituce. V menší míře časopis zahrnoval i tvorbu dalších autorů. V kontextu celé republiky šlo o zcela výjimečnou školu, jejímž výslovně vyjádřeným cílem bylo „rozšiřovati a prohlubovati politické vzdělání a soudnost v otázkách politických, národohospodářských, sociálních, kulturních a pod. pro působení ve veřejném životě“.